# Rolf Tschierschky
Rolf Tschierschky (* 27. Juli 1923 in Frankfurt am Main; † 4. Januar 2024) war ein deutscher Maler, Grafiker und Bühnenbildner.

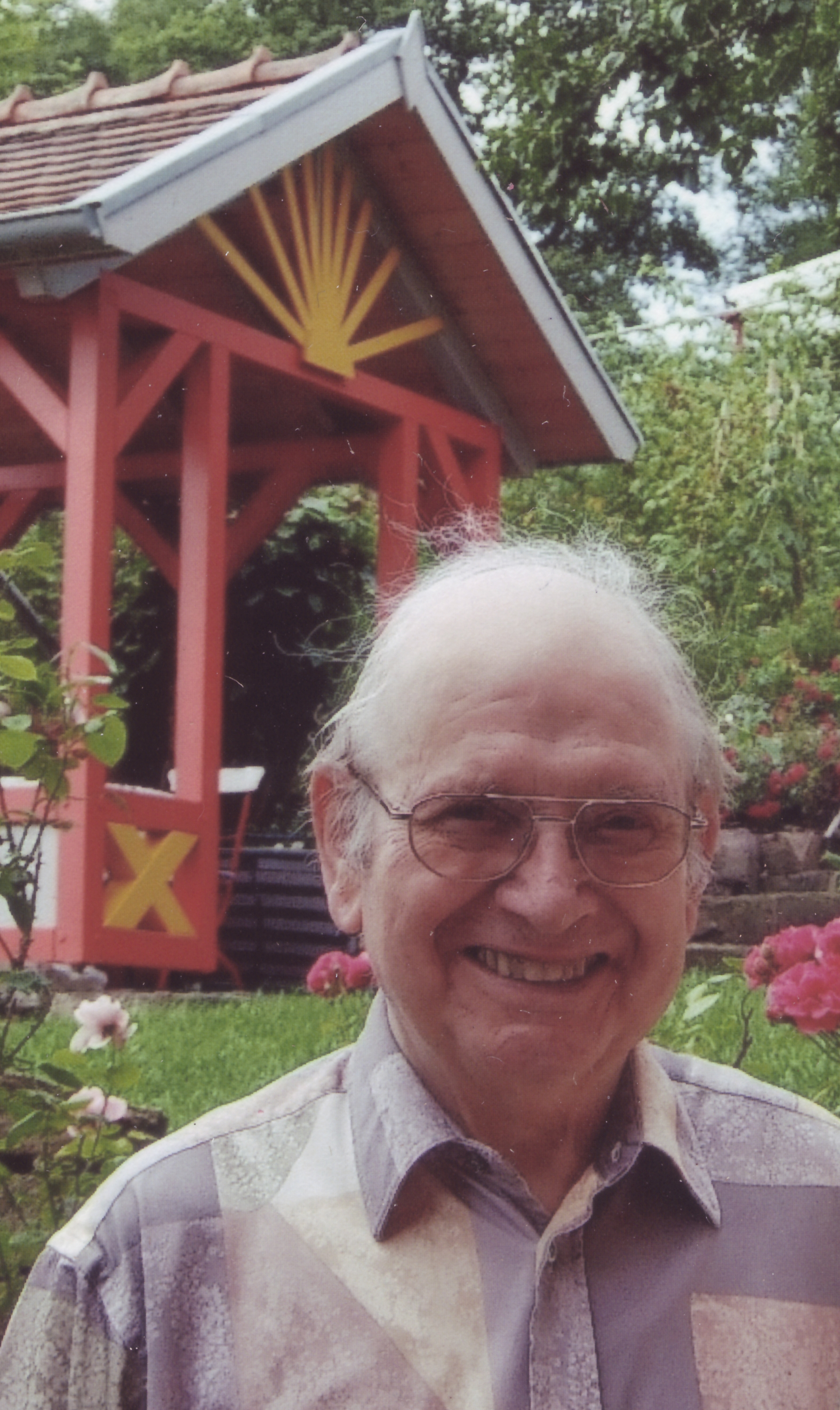
Rolf Tschierschky (2007)

## Leben
Tschierschky war der Sohn des Malers und Bildhauers Alfred Tschierschky (* 1877) und Adele Biesenbach (* 1895) und das zweite von vier Kindern.
Im Jahr 1937 zog die Familie nach Berlin um, wo der Vater kurz darauf verstarb. Im Zweiten Weltkrieg diente Rolf Tschierschky bei der Marine als Funker, zuletzt in Ahlbeck an der Ostsee, und geriet 1945 in englische Kriegsgefangenschaft. Hier tat er seine ersten Schritte als Bühnenbildner und Kulissenmaler bei einer Wander-Schauspieltruppe, die Theateraufführungen vor alliierten Soldaten produzierte. Nach seiner Entlassung aus der Kriegsgefangenschaft 1947 wanderte er zu Fuß nach Frankfurt, wo die Familie anschließend in einem Haus in der Dreikönigsstraße lebte.
Tschierschky besuchte von 1948 bis 1952 Abendkurse in Malerei und Kunstgeschichte an der Städelschule, u. a. bei Arno König und Theo Garve. Während seines Studiums arbeitete er als Grafiker in der Werbeabteilung bei Hartmann & Braun an der Gestaltung von Werbeprospekten.
Von 1953 bis 1956 besuchte er die Grafikklasse von Hans Leistikow an der Staatlichen Werkakademie in Kassel sowie die Bühnenbildklasse von Teo Otto. In Kassel gewann er den ersten Preis eines vom Staatstheater ausgeschriebenen Bühnenbildwettbewerbes und wirkte 1954/55 zusammen mit dem Kasseler Künstler Arnold Bode bei der Organisation der ersten documenta mit. Er heiratete im Jahr 1957, aus der Ehe stammen fünf Kinder. Anschließend folgten Umzüge nach Braunschweig, Bonn und Offenburg, wo er von 1960 bis 1965 bei der auf Außenwerbung spezialisierten Firma Borsi KG als Werbegrafiker angestellt war. In dieser Zeit war seine Arbeit von Airbrushtechnik und Fotorealismus geprägt.
Im Jahr 1965 zog die Familie in das waldeckische Mengeringhausen. Tschierschky arbeitete bis 1983 in Arolsen als technischer Zeichner im Straßenbauamt. Anschließend war er als freier Künstler tätig. Im Jahr 1988 erhielt er den Auftrag, ein 3,65 Meter hohes Glasbild für die belgische Partnerstadt Heusden-Zolder anzufertigen.
Tschierschky gehörte seit 1969 der SPD an und war einige Jahre lang Mitglied des Stadtrats von Mengeringhausen.

## Werk
Die künstlerische Produktion Rolf Tschierschkys erstreckte sich auf die Zeit von 1943 bis 2004, also über 61 Jahre. In dieser Zeit entstane mehr als 1600 Werke, die in den Jahren 2003 und 2004 von seinem Enkel Sven Hinz fotografisch dokumentiert und katalogisiert wurden.
Es ist typisch für Rolf Tschierschky, alle Strömungen seines Jahrhunderts gleichsam aufzusaugen und bildnerisch zu verarbeiten. Zwar nannte er einige Vorbilder, an die er sich bewusst angelehnt habe – Max Beckmann in den 1950er Jahren, später auch Paul Cézanne – doch in Wirklichkeit lassen sich unzählige „geistige Väter“ in Rolf Tschierschkys Werken entdecken. Vergleichbar einem Prisma brechen sich in ihm alle Kunstströmungen, Stile und Techniken des 20. Jahrhunderts und verschmelzen auf der Leinwand farblich-stilistisch zu einer neuen künstlerischen Einheit. Diesen Prozess hat er selbst kaum bewusst reflektiert. Für ihn war die eigene Imagination die wichtigste Quelle. Oft ungebeten, so berichtet er, hätten die Bilder und Vorstellungen sich ihm aufgedrängt. Vor allem nachts, im Dunkeln, seien sie aus den Tiefen seines Unbewussten emporgestiegen. Etwaige Ähnlichkeiten mit Werken der Zeitgenossen waren sekundär, ihm ging es darum, sich von den inneren Bildern zu befreien, ohne Anspruch auf einen eigenen Stil. Es gab Zeiten, in denen er im Schnellverfahren täglich mehrere Bilder produzierte, die Farbe in dicken Schichten auf die Leinwand oder ein Stück Pappe klatschte und mit einem Spachtel verschmierte.
Unüberschaubar vielfältig sind die Maltechniken, Stile, Materialien, Sujets und Formate. Rolf Tschierschky malte mit 37 verschiedenen Medien, von Acryl bis zu Wasserfarben, vom Bleistift über Fettkreide, Kohle und Goldbronze bis zu Druckerfarbe, Rötel und Spirituslack. Sogar vor Schuhcreme schreckte er nicht zurück. Er tupfte, schmierte, spachtelte oder schleuderte die Farbe auf Hartfaserplatten, Karton, Spanplatten, Fotopapier, normales Papier, beschichtetes Papier, Glanzpapier, Transparentpapier, Bierdeckel, Folien, Japan- und Kupferdruckpapier, Leinwand, Rasterfolie, Seide, Zeitungspapier und Filmfolien.

### Porträts
Kaum zwei der insgesamt 51 Porträts sind in der gleichen Technik gemalt. Ob Ölmalerei, Tachismus, Collage oder Bleistift, es kommt die ganze Palette von Rolf Tschierschkys handwerklichem Können und Einfallsreichtum zur Geltung. Die Technik und der Stil werden als charakterisierende Hilfsmittel verwendet, um die darzustellende Persönlichkeit abzubilden. So erzählt jedes Porträt eine ganz eigene Geschichte, die sich selbst dann erschließt, wenn die dargestellte Person dem Betrachter unbekannt ist.

### Bühnenbilder
Rolf Tschierschkys Tätigkeit als Bühnenbildner umfasst hauptsächlich die sechs Jahre zwischen 1954 und 1960. In dieser Zeit war er an den staatlichen Theatern in Kassel, Hamburg, Braunschweig und Offenburg angestellt und schuf 158 Bühnenbildentwürfe und 70 Kostümskizzen für rund 30 Produktionen.
Die erste Anstellung am Staatstheater Kassel erhielt Tschierschky im Anschluss an seine Studienzeit, nachdem er einen vom Theater ausgeschriebenen Bühnenbildwettbewerb gewonnen hatte. In den Jahren von 1954 bis 1956 war er dort an 14 Produktionen beteiligt, von zeitgenössischen Schauspielen wie Eurydike von Jean Anouilh bis zu Klassikern wie Mozarts Zauberflöte.

### Frankfurter Bilder
Die meisten der Frankfurter Ansichten entstanden nach Rolf Tschierschkys Rückkehr aus der Kriegsgefangenschaft im Jahre 1947. Viele dieser Bilder lassen eine unversehrte Stadt vermuten, wie etwa das Aquarell Mainansicht von 1952. Was er abbildet, ist nicht die äußere Realität einer zerstörten Stadt, sondern deren unzerstörbare Essenz, gleich der Seele des Künstlers, welche zwar durch das Erlebte gepeinigt war, aber in ihrem Kern heil blieb und fest auf einem tiefempfundenen christlichen Glauben gründete.
Von besonderer Bedeutung ist eine fiktive, stilistisch an Beckmann erinnernde Zusammenschau verschiedener Frankfurter Panoramen, worin Rolf Tschierschky seine Erinnerungen an seine Geburtsstadt verdichtet. Dieses Bild zählte er selbst zu seinen wichtigsten Werken.

### Landschaften
Der weite, offene Raum hat Rolf Tschierschky besonders angezogen. In hohem Maße ist ihm die Fähigkeit eigen, Licht und Farben in berückende Transparenz zu setzen und den Betrachter des Bildes sozusagen in dessen lichtdurchflutete farbliche Atmosphäre einzusaugen. So gibt etwa die rasch entstandene Skizze der Akropolis in Athen mit einfachsten Mitteln den typisch mediterranen Lichteinfall wider: Leerstellen und dunkle Flächen vermitteln grelles Sonnenlicht und scharfe Schatten.
Wie auch sonst im Werk von Rolf Tschierschky decken die Landschaftsbilder das gesamte Spektrum zwischen Fiktion und Realität, zwischen subjektiver Befindlichkeit und fotografisch exakter Nachbildung ab. Der Übergang zum Sujet des Fantastischen ist fließend.

### Fantastisches
Die etwa 500 sogenannten Freien Werke stellen den größten Teil im Gesamtschaffen von Rolf Tschierschky dar. Es sind Bilder, die ohne Auftrag oder äußeren Anlass entstanden sind und die nicht etwas im Äußeren Wahrnehmbares, etwa eine Landschaft, abbilden, sondern innere Gegebenheiten, Stimmungen, Seelenzustände, Träume und Visionen. Sie bilden den Kern seines künstlerischen Ausdrucks.
Wie in jeder Werkgruppe kommen hier die verschiedensten Maltechniken zum Einsatz, etwa der Tachismus, bei dem die Farbe aus einigem Abstand auf den Malgrund geschleudert wird.

### Objekte und Installationen
Erst Ende der 1980er Jahre begann Rolf Tschierschky, größere plastische Objekte zu entwerfen. Er verbrachte oft mehrere Jahre mit ihrer Auf- und Ausarbeitung, ohne sich darum zu kümmern, dass die Chancen auf Geldmittel gering waren und er fast immer ohne Auftrag handelte. Von seinen Visionen war er derart überzeugt, dass die Frage nach ihrer Umsetzung zweitrangig war.
Intensiv beschäftigte ihn nach der deutschen Wiedervereinigung der Entwurf eines Brunnens für Berlin, der symbolisch die Überwindung der nationalsozialistischen und der kommunistischen Diktatur darstellen sollte.
Weiterhin entwarf er Glasbilder und Lampenschirme aus Tiffanyglas, die er selbst ausführte.

### Religiöse Werke
Das Metaphysische hat Rolf Tschierschky sein Leben lang intensiv beschäftigt. Eingehend setzte er sich mit Ereignissen und Personen aus der Bibel, im Neuen Testament vor allem mit der Passionsgeschichte Jesu und mit den Paulusbriefen auseinander. Die Worte Jesu und ihre Auslegung durch Paulus boten ihm Halt und Trost in schwieriger Zeit.